# Афанасьев, Фёдор Афанасьевич
Фёдор Афана́сьевич Афана́сьев («Отец») (1859—1905) — русский рабочий-революционер. Большевик.

## Биография
Родился 8 (20) февраля 1859 года в деревне Язвищи (Ямбургский уезд, Петербургская губерния) в крестьянской семье.
С 1871 года работал ткачом на Кренгольмской мануфактуре в Нарве.
После военной службы некоторое время провёл на родине, где, несмотря на свой молодой возраст, был выбран местным старостой. Однако вскоре с чужим паспортом ушёл из деревни «поскитаться по России и жизнь посмотреть». На какое-то время остановился в Одессе, где работал в местном порту. Там, в Одессе, его арестовали и отправили на родину, откуда он уже со своим паспортом отправился в Петербург и в 1887 году поступил работать на фабрику Воронина, где познакомился с социалистами и организовал кружок ткачей.
В 1889 году стал членом «Центрального рабочего комитета», созданного с целью объединения социал-демократических кружков. «Центральный рабочий комитет» входил составной частью в группу Бруснева — одну из первых социал-демократических организаций в России. В 1890—1891 годах принимал участие в первых массовых выступлениях рабочего класса (поднесение адреса Н. В. Шелгунову от рабочих и организация его похорон, устройство маёвки 1891 года).
В 1891 году «Центральный рабочий комитет» откомандировал Фёдора Афанасьева в Москву для установления связей. Однако он провалил своё задание, перешёл на нелегальное положение и позднее вернулся в Петербург.
19 сентября 1892 года Афанасьев был арестован и после трёхлетнего тюремного заключения выслан на родину.
С февраля 1896 года Афанасьев снова предпринял попытку объединить социал-демократические организации. С этой целью он посетил Ригу, Шую, Павловский Посад и Иваново-Вознесенск. В Иваново-Вознесенске он стал одним из руководителей местной группы Российской социал-демократической рабочей партии, но в ноябре 1903 года был вновь арестован полицией.
В январе 1904 года был выпущен под особый надзор, поселился в Иваново-Вознесенске, перешёл на нелегальное положение и долгое время работал как секретарь Северного комитета РСДРП, а затем секретарь Иваново-Вознесенского комитета РСДРП. В период Первой русской революции Фёдор Афанасьев вместе с Михаилом Фрунзе стал одним из руководителей Иваново-Вознесенской стачки 1905 года. Был избран депутатом Петербургского совета рабочих депутатов. Пользовался большой популярностью среди рабочих, которые звали его «Отец».
22 октября (4 ноября) 1905 года во время митинга на реке Талке Фёдор Афанасьев был растерзан толпой казаков и черносотенцев. На месте его гибели установлен памятный знак. Похоронен на Кладбище старых большевиков в Иваново.
Его именем названы улицы города Иваново: Отцовская и Афанасьева (см. Улицы Иванова). Также его именем названа одна из улиц города Иркутска: Афанасьева.

## Галерея
- Памятный знак на месте гибели Фёдора Афанасьева. Мемориал «Красная Талка». Иваново
- Бюст в аллее героев мемориала «Красная Талка»
- Памятник Фёдору Афанасьеву на перекрёстке ул. Садовой и проспекта Фридриха Энгельса в Иваново